# Jakob Juratzka
Jakob Juratzka (8. července 1821, Olomouc – 22. listopadu 1878, Vídeň) byl rakouský botanik, specializující se na výzkum mechorostů (bryolog).
Jeho autorská zkratka v botanické taxonomii zní „Jur.“.